# Myszośpiewak
Myszośpiewak (Scotinomys) – rodzaj ssaków z podrodziny nowików (Neotominae) w obrębie rodziny  chomikowatych (Cricetidae).

## Rozmieszczenie geograficzne
Rodzaj obejmuje gatunki występujące od Meksyku do Panamy.

## Morfologia
Długość ciała (bez ogona) 69–84 mm, długość ogona 46–80 mm, długość ucha 12–17 mm, długość tylnej stopy 15–20 mm; masa ciała 10–13 g.

## Systematyka
Rodzaj zdefiniował w 1913 roku angielski zoolog Oldfield Thomas w artykule poświęconym nowym formom z rodzaju Akodon i Phyllotis oraz wyznaczeniem nowego rodzaju dla Akodon teguina, opublikowanym w czasopiśmie The Annals and magazine of natural history. Gatunkiem typowym jest (oryginalne oznaczenie) myszośpiewak krótkoogonowy (S. teguina). 

### Etymologia
Scotinomys: gr. σκοτεινος skoteinos ‘ciemny’, od σκοτος skotos ‘ciemność’; μυς mus, μυος muos ‘mysz’.

### Podział systematyczny
Do rodzaju należą następujące gatunki:
| Grafika | Gatunek                 | Autor i rok opisu | Nazwa zwyczajowa           | Podgatunki         | Rozmieszczenie geograficzne | Podstawowe wymiary                          | Status IUCN |
| ------- | ----------------------- | ----------------- | -------------------------- | ------------------ | --- | ------------------------------------------- | ----------- |
|         | Scotinomys teguina      | (Alston, 1877)    | myszośpiewak krótkoogonowy | 4 podgatunki       | od południowo-wschodniego Meksyku (południowo-wschodnia Oaxaca, Chiapas) na wschód do środkowej Gwatemali, Hondurasu, północnego Salwadoru, północno-zachodniej Nikaragui, Kostaryki i zachodniej Panamy | DC: 6,9–8 cm DO: 4,6–5,4 cm MC: 10–13 g     | LC          |
|         | Scotinomys xerampelinus | (Bangs, 1902)     | myszośpiewak długoogonowy  | gatunek monotypowy | centralne regiony górskie południowej Kostaryki i zachodniej Panamy | DC: 7,1–8,4 cm DO: 6,5–8 cm MC: brak danych | LC          |

Kategorie IUCN:  LC  – gatunek najmniejszej troski.